# Cathrin Vetter
Cathrin Vetter (8 de agosto de 1974) es una deportista alemana que compitió en taekwondo. Ganó una medalla de bronce en el Campeonato Mundial de Taekwondo de 1993 y una medalla de bronce en el Campeonato Europeo de Taekwondo de 1992.

## Palmarés internacional
| Campeonato Mundial | Campeonato Mundial          | Campeonato Mundial | Campeonato Mundial |
| Año                | Lugar                       | Medalla            | Categoría          |
| ------------------ | --------------------------- | ------------------ | ------------------ |
| 1993               | Nueva York (Estados Unidos) | Medalla de bronce  | –55 kg             |
| Campeonato Europeo |                             |                    |                    |
| Año                | Lugar                       | Medalla            | Categoría          |
| 1992               | Valencia (España)           | Medalla de bronce  | –51 kg             |